# Обряд дома Месгрейвов
«Обряд дома Месгрейвов» («англ. The Adventure of Musgrave Ritual») — один из 56 рассказов английского писателя Артура Конана Дойля о сыщике Шерлоке Холмсе. Входит в сборник рассказов «Воспоминания Шерлока Холмса» (другое название — «Записки о Шерлоке Холмсе»), опубликованный в 1894 году. Конан Дойль включил этот рассказ в свой список из 12 лучших рассказов о Шерлоке Холмсе, поставив на 11 место.
Другие название произведения: «Семейный ритуал», «The Musgrave Ritual».
На русский язык переведён Д. Г. Лифшиц.

## Сюжет
Бывший знакомый Холмса по колледжу Реджинальд Месгрейв обращается к нему по поводу загадочных событий, происходящих в его замке Харлстон, расположенном в Западном Суссексе. На днях его дворецкий Брантон был замечен просматривающим семейный документ, названный «Обрядом дома Месгрейвов». Рассерженный хозяин хочет немедленно уволить дворецкого, но последний просит дать ему месяц для добровольного ухода во избежание крупного позора. Месгрейв разрешает Брантону остаться на неделю, но на третий день преступник пропадает при очень странных обстоятельствах: и вещи, и деньги дворецкого остались на своих местах. Служанка, у которой в прошлом был роман с пропавшим, ведёт себя очень странно и, по-видимому, тронулась рассудком.
Приехав в дом Месгрейва, Холмс узнаёт, что сумасшедшая служанка также пропала, а её следы обрываются у озера. Тщательно проверив озеро, сыщик обнаруживает мешок с обломками старого и заржавленного, потерявшего всякий вид металла. Холмс считает, что документ, которым интересовался дворецкий, имеет важное отношение к этому делу, так как последний рисковал хорошей работой, когда шёл на преступление.
Исследовав документ, Холмс увидел в нём зашифрованные указания на некое место. Пройдя к этому месту, Холмс, Месгрейв и два полисмена видят в подвале дома тяжёлую каменную плиту. С большим трудом отодвинув её, они обнаруживают пустой сундук и мёртвого Брантона. После этого Холмс строит цепочку рассуждений. Брантон был обручён со служанкой, но, встретив другую женщину, он бросает служанку. Узнав о сокровищах, дворецкий захотел их заполучить, и ему потребовалась помощь. В качестве помощника дворецкому удалось уговорить служанку. Во время совершения преступления полено, поддерживающее каменную плиту, по каким-то причинам выскакивает, и несчастный дворецкий оказывается замурованным в каменной яме. Не в силах в одиночку приподнять каменную плиту, он погибает от асфиксии. Холмс предполагает, что поддерживающее полено выбила служанка, затаившая обиду за прошлое, но, впрочем, не исключает и факта случайного захлопывания ловушки. Служанка положила содержимое сундука в мешок, выбросила его в озеро, никому ничего не сказала и скрылась в неизвестном направлении.
Холмс просит показать ему мешок, который нашли в озере. Он достаёт оттуда россыпь старых монет, драгоценных камней и погнутый тусклый обруч. Это оказывается древняя корона английских королей, переданная на хранение предку Месгрейва после казни короля Карла I.
— Что же это такое? — спросил он, страшно взволнованный. — Не более не менее, как древняя корона английских королей.А. Дойл, «Обряд дома Месгрейвов» (перевод Д. Лифшиц)

## Экранизации
В 1986 году в рамках телесериала «Возвращение Шерлока Холмса» был выпущен фильм по рассказу. Сюжет отличался, так как в расследование введён доктор Ватсон, и действие из молодости Холмса перенесено в 1894 год.
В 2013 году по мотивам рассказа была снята одна из серий российского сериала «Шерлок Холмс» с одноимённым названием. Тем не менее это не строгая экранизация, а смесь рассказа с повестью «Собака Баскервилей», и потому преступником в финале оказывается дворецкий Брантон, который был потомком соперников Месгрейвов.
Элементы рассказа содержит серия «Последнее дело» четвёртого сезона британского сериала «Шерлок».

## Русские переводы
В 1902 году рассказ впервые был переведён на русский язык. В настоящее время этот перевод представляет скорее исторический интерес.
В 1966 был опубликован перевод  Деборы Григорьевны Лившиц  - в рамках издания собрания сочинений  Артура Конан Дойля в восьми томах Библиотеки "Огонёк" (Москва. 1966 г.) Переиздан в 1983 году.
О. Кравец перевёл рассказ в 2008 году.
В 2016 году опубликован перевод Игоря Толоки под названием "Обряд Масгрейвов".